# John Lyons (ishockeyspelare)
John Lyons, född 31 mars 1900 i Arlington, Massachusetts, död 15 januari 1971 i Arlington, Massachusetts, var en amerikansk ishockeyspelare. Han blev olympisk silvermedaljör i Chamonix 1924.

## Meriter
- OS-silver 1924